# 産学連携
産学連携（さんがくれんけい）とは、新技術の研究開発や、新事業の創出を図ることを目的として、大学などの教育機関・研究機関と民間企業が連携することをいう。政府・地方公共団体などの「官」を加えて、「産学官連携」または「産官学連携」ともいう。

## 概要
産学連携、あるいは産学官連携という場合の「産」とは、民間企業やNPO等広い意味での商業的活動をする集団をいい、研究開発を経済活動に直接結びつけていく役割を果たす。次に「学」とは、大学、高等専門学校等のアカデミックな活動集団をいい、新しい知の創造や優れた人材の養成・輩出、知的資産の継承という役割を担っている。また「官」とは、科学技術の向上を目指した政策の構築、具体的な戦略目標に基づく研究開発基盤形成や制度改善を行う、国や地方公共団体をいう。広義では、公設試験研究機関や研究開発型独立行政法人等の公的資金で運営される政府系試験研究機関を指す場合もあるが、多くの場合これらの機関は｢学｣と同様に機能するものと解釈される。

## 背景と経緯
米国では、1980年に連邦政府の資金提供を受けて行われた研究開発の成果物としての発明であっても、大学等に帰属させることを可能とした「1980年特許商標法修正法」（バイ・ドール法：Bayh･Dole Act）（英語版）により、技術移転機関の設置も進み、産学連携が活発化した。
日本においての産学連携の事例（産学連携における教育活動、研究開発を目的に行われた連携）は1942年（昭和17年）に実施された千葉工業大学によるものが最初である。欧米各国が産学連携を深める中、日本国内では1960年代の大学紛争により企業と大学との連携に及び腰になっていた。そのような状況下で新技術開発事業団が産学連携を助け、成果を挙げた。
1990年代に入り、欧米の強力な特許保護政策によって経済が次第に力を失い、産学官連携と知的財産の活用による経済振興政策を国策とする必然性が生じたため、1995年に「科学技術基本法」が制定され合計38.7兆円の公的資金が大学等の研究に投入された。続いて1998年、「大学等技術移転促進法」（TLO法）が制定され、大学の技術や研究成果を民間企業へ移転する技術移転機関の活動を国が支援することとなった。さらに、1999年には日本版バイ・ドール法（産業活力再生特別措置法第30条）が制定され、政府資金による研究開発から生じた特許等の権利を受託者に帰属させることが可能となった。加えて2004年の国立大学法人法、2006年の新教育基本法の制定により、研究成果の社会還元が大学の使命のひとつとして明記されたことによって、特許などの知的財産を活用した産学連携が活性化し、日本においても、世界的な知の競争に勝ち抜くための本格的な産学官連携時代に突入した。
一方で、学の研究成果は基礎研究や学術的な研究段階のものが多く、事業化までに時間やコストを要することが多いことから、大企業において事業化されない技術や休眠特許等を中小・ベンチャー企業に移転する「産産連携」の促進や、資金調達を視野に金融機関を加えた「産学金連携」「産学金官連携」など、連携体の多様化がみられる。

## 産学連携の成果
- フェライト
- アモルファス合金
- 青色発光ダイオード
- 水平多関節ロボット
- イベルメクチン